# Mike O'Malley
Michael Edward „Mike“ O'Malley (* 31. října 1966) je americký herec a dramatik, který se objevuje ve filmech a televizních seriálech. Hrál v komediálním seriálu CBS, Ano, drahoušku. Před tímto seriálem měl ještě krátce trvající takshow na NBC pojmenovanou The Mike O'Malley Show, kde hrál se svou sestrou Kerry. Hrál také hlavní roli v sitcomu Život s Rogerem. V současné době má vedlejší roli v seriálu Famílie a hlavní roli Burta Hummela v seriálu Glee.

## Kariéra

### Televize
Jeho první průlom přišel na televizní stanici Nickelodeon, kde hrál v dětských hrách Get the Picture a Nickelodeon GUTS (později Global GUTS). Hrál hlavní roli v seriálu Život s Rogerem, který se vysílal v letech 1996–1997. V roce 1999 se vysílaly dvě epizody The Mike O'Malley Show, než byla talkshow zrušena; natočeno bylo 13 epizod. V devadesátých letech se ještě objevil v jako “The Rick”, populární postava v sérii reklam pro síť ESPN.
Od roku 2000 hrál roli Jimmyho Hudgese v komediálním seriálu Ano, drahoušku. Vysílání seriálu skončilo až v roce 2006. Spolu se svým kolegou ze seriálu, Anthony Clarkem, se objevil ve videoklipu Alana Jacksona s názvem „The Talkin' Song Repair Blues“.
V roce 2006 hostoval v seriálu Jmenuju se Earl, jako policista s bowlingovými ambicemi a poté měl ještě několik hostování v tomto seriálu. V roce 2008 se objevil v dramatu NBC My Own Worst Enemy.
V roce 2009 začal hrát vedlejší roli Burta Hummela, otce homosexuálního studenta, v Glee. Je to role, která příjemně překvapila nejen jeho, ale i redaktora časopisu Entertainment Weekly, Tima Stacka, který řekl: “Když Mike O'Malley nevyhraje za roli Burta Hummela cenu Emmy, budu velice zklamán.” Chris Colfer, který v seriálu hraje Burtova syna Kurta, si chválí vztah s O'Malleym a říká že zvyšuje kvalitu jejich společných scén v seriálu.
Od začátku roku 2011 hraje vedlejší roli v seriálu Famílie. Ve stejném roce uváděl The World's Funniest Office Commercials. Obdržel nominaci na cenu Emmy v kategorii Nejlepší hostující herec v komediálním seriálu za roli v Glee. V druhé sérii byla postava Burta povýšena z vedlejší na hlavní postavu. 8. srpna 2010 vyhrál Teen Choice Awards za rodičovskou jednotku.

### Film
Jeho filmový debut přišel v roce 1998 ve filmu Drtivý dopad, kde hrál učitele astronomie Elijaha Wooda. Na to navázal vedlejšími rolemi ve filmech Bláznivá runway a 28 dní, kde si zahrál po boku Julie Roberts. V roce 2005 hrál ve filmu Dokonalý chlap, kde hrála hlavní roli Hilary Duffová. V roce 2007 si zahrál ve filmu Tvrdé palice v hlavní roli s Georgem Clooneym a ve filmu Seznamte se s Davem, v hlavní roli s Eddiem Murphym.
V roce 2009 si zahrál v americkém dokumentárním filmu The People Speak.

### Divadelní hry
O'Malley je také autorem dvou divadelních her, Three Years from Thirty a Diverting Devotion, které se uváděly mimo Broadway. V roce 2003 byla jeho třetí hra, Searching for Certainty uváděna v Los Angeles.

## Filmografie
| Rok  | Název                                           | Role                     | Poznámky          |
| ---- | ----------------------------------------------- | ------------------------ | ----------------- |
| 1997 | Cesta do ráje                                   | Storage facility manager | TV film           |
| 1998 | Some Girl                                       | Dan                      |                   |
| 1998 | Drtivý dopad                                    | Mike Perry               |                   |
| 1998 | Above Freezing                                  | Artie                    |                   |
| 1999 | Bláznivá runway                                 | Pete                     |                   |
| 1999 | Mike O'Malley Show                              | Mike                     |                   |
| 2000 | 28 dní                                          | Oliver                   |                   |
| 2002 | A Baby Blues Christmas Special                  | Darryl MacPherson        | Animovaný TV film |
| 2005 | Pan Božský                                      | Lenny Horton             |                   |
| 2005 | City of Champions: The Best of Boston Sports    | Sám sebe                 | Dokumentární film |
| 2007 | On Broadway                                     | Otec Rolie O'Toole       |                   |
| 2008 | Seznamte se s Davem                             | Strážník Knox            |                   |
| 2008 | Tvrdé palice                                    | Mickey                   |                   |
| 2008 | Pretty/Handsome                                 | Chip Fromme              | TV film           |
| 2009 | The People Speak                                | Sám sebe                 | Dokumentární film |
| 2010 | Jíst, meditovat, milovat                        | Andy Shiraz              |                   |
| 2011 | Cedar Rapids                                    | Mike Pyle                |                   |
| 2011 | Geezers!                                        | Mike                     |                   |
| 2012 | Kočka                                           | Sam Morris               |                   |
| 2013 | Behind the Candelabra                           | Tracy Schnelker          | TV film           |
| 2013 | R.I.P.D. – URNA: Útvar Rozhodně Neživých Agentů | Elliot                   |                   |
| 2014 | A Good Marriage                                 | Bill Gaines              |                   |
| 2015 | Diagnóza: Šampion                               | Daniel Sullivan          |                   |
| 2016 | Sully: Zázrak na řece Hudson                    |                          |                   |

### Televize
| Rok        | Název                 | Role                     | Poznámky |
| ---------- | --------------------- | ------------------------ | --- |
| 1991       | Zákon a pořádek       | Policista                | díl: The Torrents of Greed: Part 2 |
| 1991       | Get the Picture       | Host                     | Dětské hry |
| 1992–1995  | Nickelodeon GUTS      | Host                     | Dětské hry |
| 1996–1997  | Život s Rogerem       | Roger Hoyt               | 20 dílů |
| 2000–2002  | Baby Blues            | Darryl MacPherson        | 13 dílů |
| 2000–2006  | Ano, drahušku         | Jimmy Hughes             | 122 dílů |
| 2006–2009  | Jmenuju se Earl       | Stuart                   | 14 dílů |
| 2008       | My Own Worst Enemy    | Tom Grady/Raymond Carter | 9 dílů |
| 2009–11    | Glenn Martin, DDS     | Různé postavy (hlasy)    | 3 díly |
| 2009–15    | Glee                  | Burt Hummel              | 44 dílů Teen Choice Award v kategorii Nejlepší rodič Nominace – Cena Emmy v kategorii Nejlepší host v komediálním seriálu Nominace – Screen Actors Guild Award v kategorii Nejlepší obsazení komediálního seriálu (2011–12) |
| 2010       | Famílie               | Jim Kazinsky             | 3 díly |
| 2011       | Family Album          | Dave Bronsky             | neprodaný TV pilot |
| 2012       | Parks and Recreation  | Bill                     | díl: Bus Tour |
| 2012–14    | Vychovávat Hope       | Jimmy Hughes             | 2 díly |
| 2013       | Strážce pořádku       | Nick „Nicky“ Augustine   | 6 dílů |
| 2013       | Axe Cop               | Ray                      | díl: Taxi Cop |
| 2013       | Welcome to the Family | Doktor Dan Yoder         | 11 dílů |
| 2014       | BoJack Horseman       | Artie (hlas)             | díl: Live Fast, Diane Nguyen |
| 2016       | Sanjay a Craig        | Sám sebe (hlas)          | díl: Halloweenies/GUTS Busters |
| 2016       | Survivor's Remorse    | Figgy                    | také tvůrce, scenárista a výkonný producent díl: Second Thoughts |
| 2018–20    | Dobré místo           | recepční                 | 5 dílů |
| 2019       | Wayne                 | ředitel Cole             | 5 dílů |
| 2019       | Chyťte ho!            | detektiv Aaron Mischka   | 2 díly |
| 2019       | The Morning Show      | Tim Eavers               | díl: Kyvadlo |
| 2020–22    | Ledová archa          | Roche                    | hlavní role |
| 2021–dosud | Heels                 | Charlie Gully            | vedlejší role |